# 난쟁이쇠뜸부기류
난쟁이쇠뜸부기류(Flufftail)는 두루미목 난쟁이쇠뜸부기속(Sarothrura)에 속하는 작은 조류 분류군이다. 뜸부기와 가깝다. 사하라 이남 아프리카 지역에 7종, 마다가스카르섬에 2종이 제한적으로 분포한다. 난쟁이쇠뜸부기속은 난쟁이쇠뜸부기과(Sarothruridae)의 유일속이다.

## 하위 종
| - S. pulchra - S. elegans - S. rufa - S. lugens - S. boehmi | - S. affinis - S. insularis - 흰날개쇠뜸부기 (S. ayresi) - S. watersi' |